# Leiro
Leiro é um município da Espanha na província de Ourense, comunidade autónoma da Galiza. Tem 38,3 km² de área e em 2021 tinha 1 510 habitantes (densidade: 39,4 hab./km²).

## Demografia
| Variação demográfica do município entre 1991 e 2004 | Variação demográfica do município entre 1991 e 2004 | Variação demográfica do município entre 1991 e 2004 | Variação demográfica do município entre 1991 e 2004 |
| --------------------------------------------------- | --------------------------------------------------- | --------------------------------------------------- | --------------------------------------------------- |
| 1991                                                | 1996                                                | 2001                                                | 2004                                                |
| 2240                                                | 2100                                                | 1949                                                | 1940                                                |

## Paróquias
- Berán (San Breixo)
- Bieite (Santo Adrao)
- Gomariz (Santa Mariña)
- Lamas (Santa María)
- Lebosende (San Miguel)
- Leiro (San Pedro)
- Orega (San Juan)
- San Clodio (Santa María)
- Serantes (San Tomé)

## Patrimônio edificado
- Mosteiro de San Clodio do Ribeiro.
- Igreja de San Miguel de Lebosende.
- Igreja de Santo Adrián de Vieite. Estilo barroco. Século XVIII.
- Igreja de San Tomé de Serantes. Estilo romànico.